# Diego Páez
Diego Páez, Pais ou Peláez foi uma das figuras mais notáveis da nobreza eclesiástica da Galiza medieval. Foi bispo de Santiago de Compostela, e contribuiu para a grandeza dessa diocese e do Senhorio de Santiago no século XI.

## Governo em Compostela
Páez foi nomeado bispo após a captura do rei Garcia II da Galiza por seu irmão, o rei de Leão Afonso VI. No entanto, ele sempre foi suspeito de apoiar o malfadado rei galego. Empreendeu a reorganização dos extensos territórios do senhorio feudal de Santiago. Esta posse feudal cobria a terra entre o Rio Iso e o Oceano Atlântico. Ele se esforçou para melhorar a justiça, administração e defesa militar contra ataques vikingos e conflitos internos.
Cunhou moeda e deu um grande impulso ao comércio. Aplicou medidas contra a indisciplina do clero, chegou a acordos com o mosteiro de São Paio de Antealtares incorporado na Concórdia de Antealtares e limitou a expansão do Bendito Poder do Mosteiro de São Martinho Pinário.

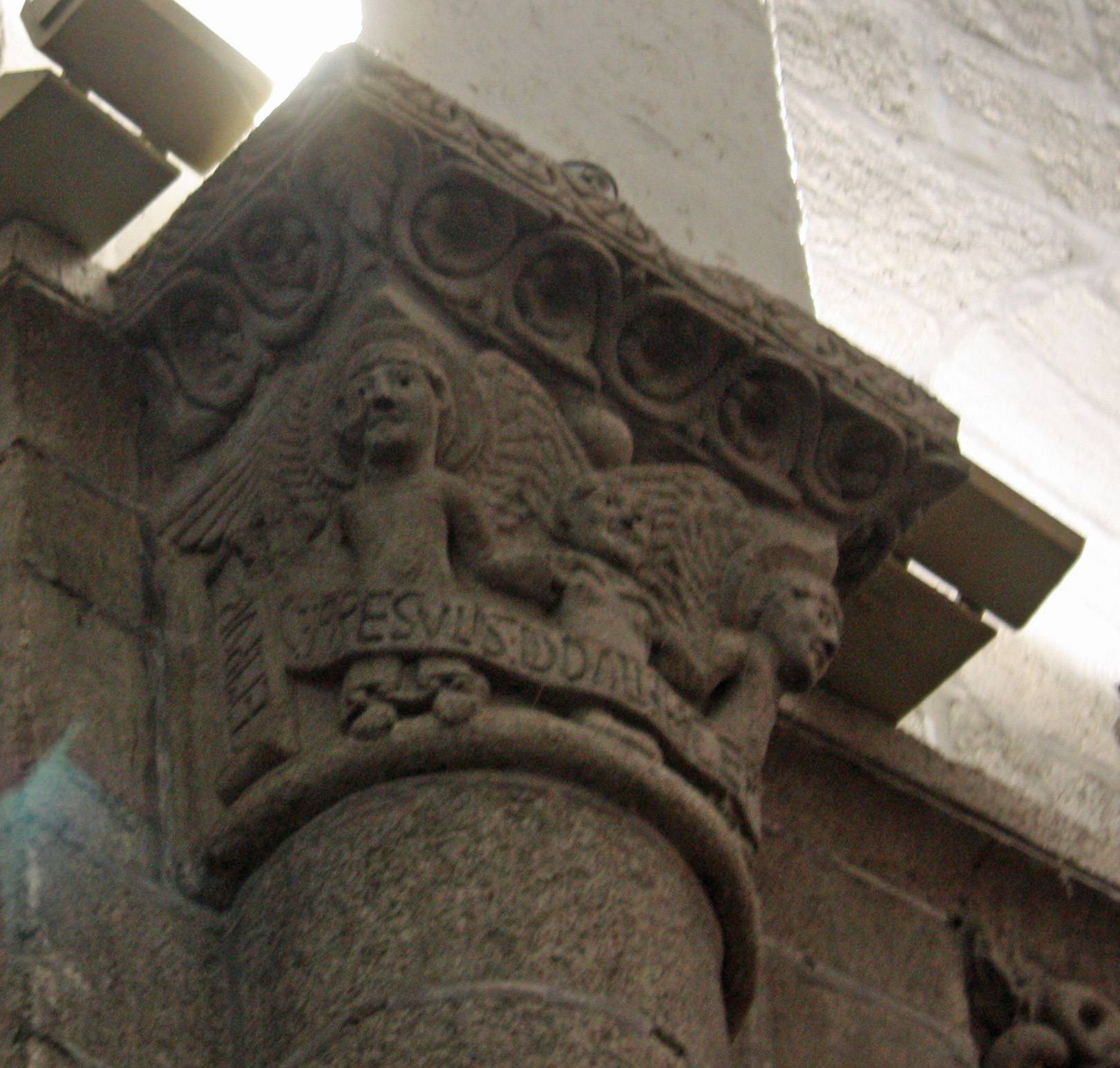
TEMPORE PRESVLIS DIDACI INCEPTVM HOC OPVS FVIT Capitel da capela do Salvador, da Catedral de Santiago de Compostela, que indica que foi feito na época de Diego Páez.

Iniciou, por volta do ano 1075, as obras da grande catedral românica de Santiago. A anterior havia sido destruída pelas devastadoras incursões do líder muçulmano Almançor durante os dias do rei galego Bermudo II. Através da escola da catedral, ele atrairia a cultura europeia mais florescente do momento. Ele colocou as obras sob a direção do mestre Bernardo e promoveu peregrinações ao longo do Caminho de Santiago para torná-las um fenômeno de escala continental.
Considera-se ele um dos impulsionadores da reforma gregoriana nos reinos hispânicos.

## Brigas políticas
Do seu fascínio político, destaca o confronto com o rei de Leão Alfonso VI. Quando este monarca reconquistou a taifa de Toledo (1085), Peláez tentou impedir que a antiga capital visigótica, Toledo, fosse a nova cabeça eclesiástica e política dos reinos cristãos. Santiago de Compostela aspirava a ocupar esta posição como sé apostólica e a meta do cristianismo jacobino desde a Armênia até Finisterra. Mas nem a sede de Braga, galega na altura, nem a castelhana de Toledo estavam dispostas a ceder o que entendiam ser os seus direitos históricos. Braga tinha sido restaurada pelo Rei García de Galiza; Toledo era agora de Alfonso VI de Leão.
Parece que esteve envolvido na insurreição do líder da nobreza galega Rodrigo Ovéquiz. Este foi um conflito violento que o rei leonês levou dois anos para reprimir. Estas agitações, incentivadas tanto pela nobreza secular como pela eclesiástica, levaram o monarca a dividir o reino da Galiza em duas tensões feudais. Um, em 1090, sob o comando do Conde Raimundo de Borgonha e sua filha Urraca (totia Gallecia Imperatrix') ao norte do rio Minho. Outro, em 1095, sob Henrique de Borgonha e sua filha ilegítima Teresa nas terras de Portugal.

## Acusação e queda
Nesse clima de instabilidade política, Diego Páez é acusado de traição. Parece ter conspirado para restaurar a independência do reino da Galiza com a aliança do caudilho normando Guilherme o Conquistador. "Pois os seus inimigos, movidos pelos ciumes da envexa, dixeron que tentaba entregar o reino da Galiza ao rei dos ingleses e normandos e tirar-lho ao rei dos hispanos. Se isto, divulgado por todos os lugares, foi certo, não é agora o nosso asunto."
Esta acusação resultou em seu depoimento no Conselho de Spindles (1088). Ele também foi preso e humilhado por Afonso VI. Papa Urbano II fulminantemente desautorizou o monarca e confirmou o bispo na sua sé de Santiago de Compostela.
As pressões da corte castelhana-leonesa e do arcebispo Bernardo de Toledo fizeram com que Páez fosse finalmente desapropriado de sua diocese. O Papa, portanto, decidiu que poderia exercer o ministério episcopal no caso de outra diocese ou chamase. Em 1094 ele escapou da prisão e se refugiou em Aragão. Nesse mesmo ano, Dalmácio foi nomeado cluniaco francês, Bispo de Iria e Compostela. Dalmacio foi enviado pelo poderoso abade Hugo de Cluny com a missão secreta de erradicar as divergências entre os condes Raimundo e Henrique de Borgonha. Após a morte de Urbano II, o novo Papa Pascoal II reconheceu que tinha sido justamente deposto.